# أغنيس لينن
أغنيس لينن (بالدنماركية: Agnes Lunn)‏ هي رسامة دنماركية، ولدت في 16 مارس 1850 في Rønnebæksholm ‏ في الدنمارك، وتوفيت في 12 ديسمبر 1941 في كوبنهاغن في الدنمارك.